# Astroclon suensoni
Astroclon suensoni is een slangster uit de familie Gorgonocephalidae.
De wetenschappelijke naam van de soort werd in 1911 gepubliceerd door Theodor Mortensen.